# 彻里 (阿速部)
徹里（?—?），元朝大臣，蒙古阿速氏。父亲別吉八，憲宗蒙哥時，随蒙哥攻打釣魚山，因功受賞。
徹里事奉忽必烈，充任火兒赤。從征海都，奮戈攻打他的前鋒，元軍二人陷于陣中，被他救出来，以功受賞。後從征杭海，獲其牛馬畜牧，全部都充当軍食。元世祖嘉赏他，賞给鈔三千五百錠，还是被他发放给士卒。
元成宗時，盜贼據守博落脫兒之地，命他率兵討伐，獲得三千餘人，誅杀他们的酋長回军。奉命与客省使拔都兒等前往八兒胡之地，把之前所獲人口牧畜都还給其主。回军，元成宗特賜给他鈔一百錠。元武宗在潛邸时，也賞给他銀酒器。元武宗至大二年（1309年），立左阿速衛，任命他为本衛僉事，賜金符。元仁宗皇慶二年（1313年），随湘寧王迭里哥兒不花北征，因功賜一珠虎符。其子失列門。

## 延伸阅读
[在维基数据编辑]
 《元史/卷135》，出自宋濂《元史》